# Still Standing
A Still Standing Monica amerikai énekesnő hatodik stúdióalbuma. Ez a harmadik albuma a J Recordsnál, miután 2007 októberében meghosszabbította a szerződését velük. 2009. október 27-én Monica valóságshow-t indított Monica: Still Standing címmel a BET csatornán.

## Háttere
Az énekesnő több száz dalon dolgozott az albumhoz Johnta Austin, Babyface, Bryan-Michael Cox, Drumma Boy, Jermaine Dupri, Los Da Mystro, Ne-Yo, Polow da Don, Ester Dean, Stargate, Soulshock & Karlin és WyldCard dalszerzőkkel, valamint Keyshia Cole énekesnővel és Ludacris rapperrel. R. Kellyt is felkérte, hogy dolgozzon vele, a Versus Magazine-nak adott interjújában pedig Lil Jon is kijelentette, hogy Monicával fog dolgozni. Produkció szempontjából az album Monica régebbi albumaira fog hasonlítani. „Visszamegyek a kezdetekhez” jelentette ki a Concrete Loopnak adott interjújában 2007 őszén. „A következő albumomon szeretném, ha több olyan dalt nyújthatnék, mint a Why I Love You So Much vagy az Angel of Mine, olyanok, amiket igazán szeretnek tőlem.”
Az eredetileg Lessons Learnednek elnevezett album címét Monica megváltoztatta, mert úgy érezte, a Still Standing („Még mindig talpon”) megfelelőbb cím azokhoz a dalokhoz, amelyeket Bryan-Michael Coxszal együtt létrehozott. Bár a Monica: The Single című, a Peachtree TV-n leadott valóságshow első részét az album első kislemeze reklámozásának szentelték, jóideig nem választottak első kislemezdalt, mert Monica és a kiadó nem értettek egyet abban, hogy a címadó dal, a Still Standing legyen az első kislemez. Monica újra dolgozni kezdett Missy Elliott-tal, hogy új, kislemeznek alkalmas dalokat írjanak.
A Betcha és Everything című dalokat, melyeknek Missy volt a producere, Monica bemutatta a kiadónak, mint lehetséges első kislemezeket, de Larry Jackson a J Recordstól kijelentette, hogy a kiadónak az albummal kapcsolatos céljait nem szolgálnák ezek a dalok. Ezután Monica Polow da Donnal, Dallas Austinnal és Sean Garrett-tel dolgozott együtt. A Zone 4 Studiosban Timbaland is tett javaslatokat az albumhoz és kijelentette, hogy az Everything egyszer jó kislemez lehet, zeneileg nem dolgozott az albumon.
Valóságshowjában Monica bejelentette, hogy az albumon minden háttérvokált is ő énekel. Az albumról több befejezetlen dal kiszivárgott az internetre, amire Monica a műsor nyolcadik epizódjában reagált. „Nem igazság, amikor egy ilyen dal [Let Me Know] kiszivárog. A rajongók nem a megfelelő állapotában hallják, mert még nincs befejezve. Ha fel sem kerül a végleges számlistára, akkor nem képviseli megfelelően az albumot.” A J Recordsnál kisebb belső nyomozást indítottak, hogy megtalálják a kiszivárogtatót. Ugyanebben az epizódban megerősítették, hogy Monica és a kiadó nem értenek egyet, mi legyen az első kislemez, de vagy lassú szám lesz, vagy rádióbarát gyors. Monica kijelentette, hogy rajongói kedvében akar járni, a kiadót viszont jobban érdekli, hogy modern hangzása legyen az albumnak.

## Számlista
| #   | Cím                               | Szerzők                                                                                               | Hossz |
| --- | --------------------------------- | --- | ----- |
| 1.  | Still Standing featuring Ludacris | Christopher Bridges, Bryan Michael Cox, Adonis Shropshire                                             | 4:14  |
| 2.  | One in a Lifetime                 | Carlos McKinney, Natalie Walker, Fendi Fleurimond                                                     | 4:31  |
| 3.  | Stay or Go                        | Bei Maejor, Shaffer Smith                                                                             | 3:40  |
| 4.  | Everything to Me                  | Missy Elliott, Fritz Baskett, Cainon Lamb, Clarence McDonald, Jazmine Sullivan, June Deniece Williams | 3:17  |
| 5.  | If You Were My Man                | Elliott, Lamb, Sullivan, Michael Jones                                                                | 3:26  |
| 6.  | Mirror                            | James Scheffer, Andrew Fampton                                                                        | 4:17  |
| 7.  | Here I Am                         | Jamal Jones, Ester Dean, Paul Dawson, Arnold, Jason Perry, Mark Hartnett                              | 3:43  |
| 8.  | Superman                          | Cox, Johntá Austin, Kevin D. Hicks, Kendrick Dean                                                     | 4:32  |
| 9.  | Love All Over Me                  | Jermaine Dupri, Cox, Crystal Johnson                                                                  | 3:50  |
| 10. | Believing in Me                   | Phillip Jackson, Mikkel Eriksen, Tor Hermansen, Andre Lindal                                          | 4:00  |

### Bónuszdalok
- Blackberry (iTunes)
- Lesson Learned (Amazon MP3)
- All I Know (Sony Music)

## Kislemezek
- Still Standing (2008 augusztus)
- Everything to Me (2010. január 26.)

## Megjelenési dátumok
| Ország             | Dátum             | Formátum     | Kiadó     | Katalógusszám |
| ------------------ | ----------------- | ------------ | --------- | ------------- |
| Egyesült Királyság | 2010. március 22. | CD, letöltés | RCA       | 88697403982   |
| Egyesült Államok   | 2010. március 23. | CD, letöltés | J Records | 886974039822  |